# Muntendam
Muntendam is een dorp in de gemeente Midden-Groningen, in de Nederlandse provincie Groningen. Het dorp heeft 4.730 inwoners (2023). Muntendam vormde al sinds de middeleeuwen een zelfstandig kerspel, maar viel tot 1840 kerkelijk onder Zuidbroek. Sinds 1811 vormde het een zelfstandige gemeente.
Na de gemeentelijke herindeling is Muntendam op 1 januari 1990 samengevoegd met de dorpen Meeden (gemeente Meeden), Noordbroek en Zuidbroek (gemeente Oosterbroek) tot de gemeente Menterwolde. Deze gemeente is vervolgens op 1 januari 2018 opgegaan in de gemeente Midden-Groningen.

## Dorpen en buurtschappen
Tot de voormalige gemeente Muntendam behoorde tevens grote delen van de dorpen Borgercompagnie en Tripscompagnie. Onder Muntendam vallen ook de buurtschappen Duurkenakker (gedeeltelijk), Het Veen, Tussenklappen en de voormalige buurtschap Oude Verlaat.

## Geschiedenis
Muntendam ligt op de grens van het Oldambt en de Veenkoloniën en is hemelsbreed 22 km verwijderd van Groningen (over de snelweg berekend). 
Oorspronkelijk was Muntendam een veenontginningsdorp, ontstaan ten zuiden van het riviertje De Leest (of Leetse). Het was grotendeels gelegen langs de Legeweg in de huidige Tussenklappenpolder. 
De naam Muntendam is ontleend aan een dam (met vermoedelijk een sluis) in het riviertje de Munte of Munter Ee. Deze Hogedam moest voorkomen dat het water uit het hoogveen achter Muntendam in het voorjaar over de weilanden zou stromen. De eerste vermelding van deze hoge dam dateert uit 1391. In 1411 was sprake van de buren en zijlrichters van Muntendam, in 1435 wordt het dorp een zelfstandig kerspel oftewel parochie genoemd. 
Muntendam had nog rond 1500 hoogstwaarschijnlijk een eigen kerk aan de Legeweg of Edeweg (1451 up den Eedweghe, Oudfries ēde = 'turf'), waaraan twee geestelijken waren verbonden..Na de inbraak van de Dollard omstreeks deze tijd werd het dorpje verlaten en raakte de bewoning geconcentreerd rond de natuurlijke zandhoogte waar nu de dorpskern ligt. Muntendam bleef een zelfstandig kerspel , maar viel tot 1840 kerkelijk onder Zuidbroek  Langs het huidige Muntendammerdiep bevond zich het voorwerk Kolde Monnicken (genoemd in 1566) van het Grijzemonnikenklooster te Termunten. De bewoners van deze kloosterboerderij waren waarschijnlijk verantwoordelijk was voor het onderhoud van Hogedam met de sluis en de brug over de Ae. Het middeleeuwse steenhuis op de plek van de huidige Kloosterplaats was nog in de achttiende eeuw voorhanden. De provinciekaart van Nicolaes Visscher van omstreeks 1680 noemt het dorp Oltmuntendam, kennelijk ter onderscheiding van Boven-Muntendam dat op latere kaarten staat vermeld. De weidegronden ten noorden van het dorp (Grote en Kleine Venne) dienden rond 1730 nog als gemeenschappelijke weide voor tientallen eigenaars.
Door de aanleg van het Muntendammer-, Meedener- of Zijlvestendiep in 1637 kwam het dorp aan een drukke verkeersader te liggen. Het kanaal werd via het Wester- en Oosterdiep doorgetrokken naar Veendam en Wildervank en vormde een van de belangrijkste exportroutes voor Veenkoloniale turf. De Ae werd daardoor afgesneden van zijn achterland en gereduceerd tot een smalle stroom; het resterende water werd vooraan via een duiker onder het Meedenerdiep doorgeleid, totdat er in het begin van de negentiende eeuw een poldermolen aan het Westerdiep werd gebouwd die de polder Wiede en Tusschendiepen droog hield.
De eerste dorpsschool dateerde uit 1613; waar hij heeft gestaan is niet bekend. In 1825 werd een nieuwe school aan 't Loeg gebouwd, waarvan meesterswoning nog aanwezig is. 
Eeuwenlang vormde Muntendam een arbeidsreservoir voor de omliggende polderdorpen en veengraverijen, later ook voor de landbouwindustrie. Onder leiding van koppelbazen werkte grote groepen mannen, vrouwen en kinderen in de wijde omgeving. Daarnaast verdienden veel mensen de kost met ambulante handel, onder andere met sinaasappels en heidebezems. Daaruit kwamen na 1900 enkele handelsondernemingen voort. Afgezien van twee steenfabrieken heeft het dorp weinig industrie gekend. Landelijk bekend werden de caravans van de gebroeders Otten, een fabriek die van 1956 tot 1994 heeft bestaan.
Vanwege wijdverbreide armoede, sociale misstanden en geweldsincidenten werden de inwoners van Muntendam in de omliggende dorpen vroeger niet altijd respectvol bejegend. Binnen de hechte dorpsgemeenschap gold het daarentegen als onbehoorlijk plaatsgenoten te discrimineren. Deze kenmerkende plaatselijke cultuur is tot op heden merkbaar. Muntendam stond bekend als 'het roodste dorp van Nederland', vanwege het grote aantal stemmen dat wordt uitgebracht op de Partij van de Arbeid en andere linkse partijen, met name de CPN en later de SP. In 2021 ging de helft van de stemmen naar rechts-populistische partijen.

## De Polder
De Polder was een volksbuurt met zo'n 200 vrijstaande arbeiderswoningen tussen de Bovenweg en de Middenweg. Het grootste deel van de bebouwing dateerde uit de 19e eeuw. De buurt gold als het kloppende hart van het dorp. Hij werd omstreeks 1960 gesloopt in het kader van een woningsaneringsprogramma. In plaats daarvan werd een nieuwe wijk met sociale woningbouw gebouwd.

## Kouvreters
Sinds jaar en dag staan Muntendammers bekend als Muntendammer Kouvreters. Het was in de Franse tijd dat de Muntendammers hun bijnaam kregen. De Fransen waren oppermachtig in het dorp dat toen al Muntendam heette. Ze bemachtigden alles wat los en vast zat, zo ook de koeien. Veelal werden de koeien uit de richting van Veendam gehaald, zodat ze vervolgens met de Fransen mee richting Zuidbroek gingen. De Fransen moesten met het pas bemachtigde beest dwars door Muntendam. Nu waren de Muntendammers over het algemeen niet van mening, dat het beest naar Zuidbroek wilde. Volgens hen bleef het dier liever in Muntendam. Daar de Fransen geen woord Nederlands spraken, en de Muntendammers de Franse taal amper spraken, leidde dit vaak tot een conflict. Meestal waren het de Muntendammers, die uiteindelijk aan het langste eind trokken.
Hierdoor werden Muntendammers destijds, maar ook nu nog steeds, betiteld als Kouvreters..

## Bezienswaardigheden
Aan de westkant van het dorp bevindt zich sinds 1982 een heemtuin, waar verschillende biotopen of landschapstypen zijn gecreëerd en ruim 300 planten groeien. Vanaf 2006 is Staatsbosbeheer bezig dit gebied uit te breiden met het natuurpark Tussen de Venen, waarmee het totale areaal is gegroeid tot 50 hectare.

## Geboren in Muntendam
- Hieronimus Venema (1877-1957), burgemeester
- Harry Blaauw (1923-1943), ontving op 17-jarige leeftijd het Kruis van Verdienste
- Piet Jager (1934-2024), voetballer
- Oompie Koerier (1937-2000), echte naam Barteld Grofsmid, etherpiraat
- Geert Jan Olsder (1944), wiskundige en voormalig hoogleraar
- Jan Schipper (1947-1985), voetballer
- Jaap Dijkstra (1954), politicus
- Derk Alssema (1986), politicus
- Martijn Keizer (1988), wielrenner
- Jeremy Gall (1995), voetballer

## Zie ook

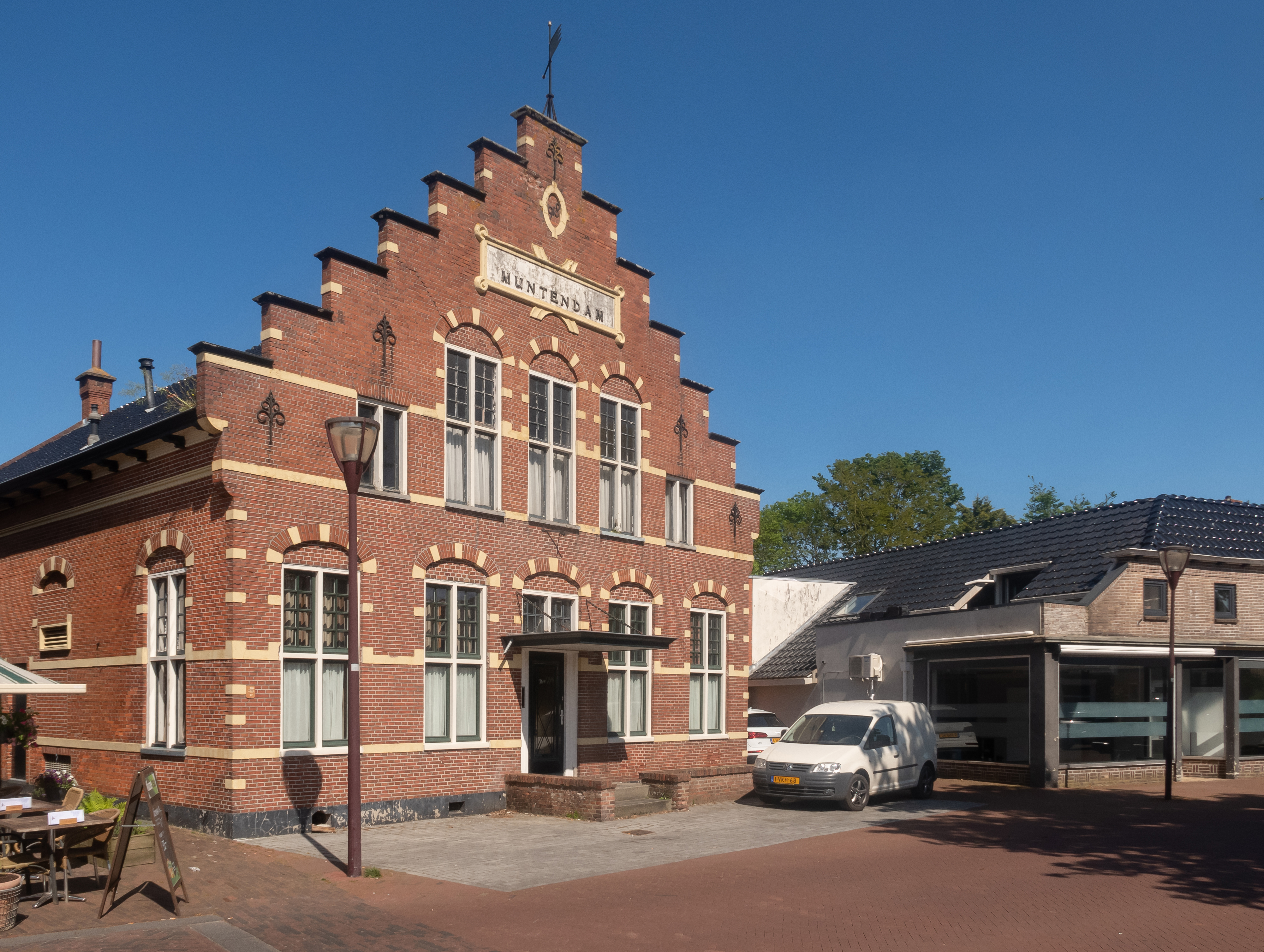
Voormalig gemeentehuis
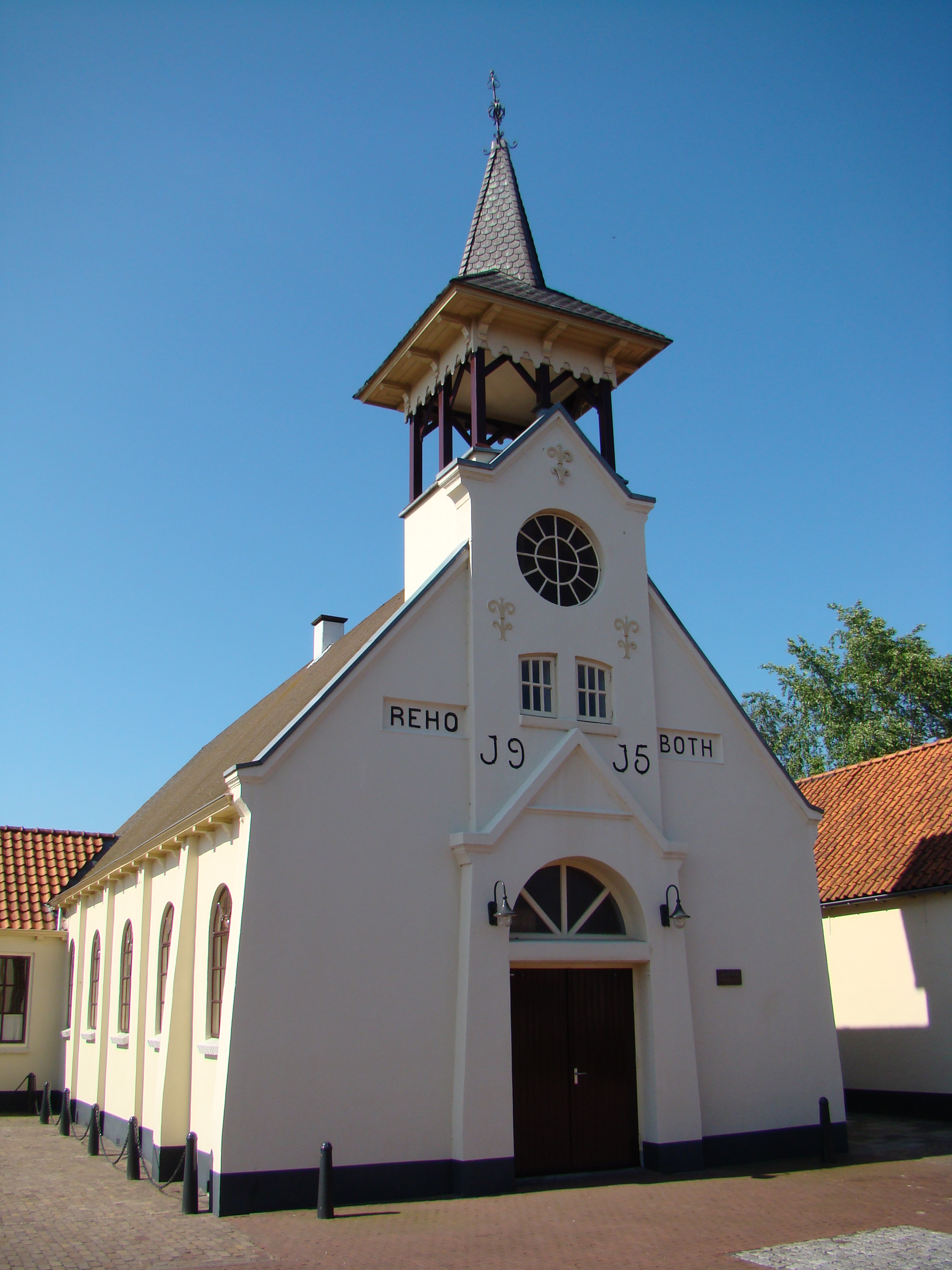
Rehobothkerk van de Unie van Baptistengemeenten uit 1898 (vergroot 1915)
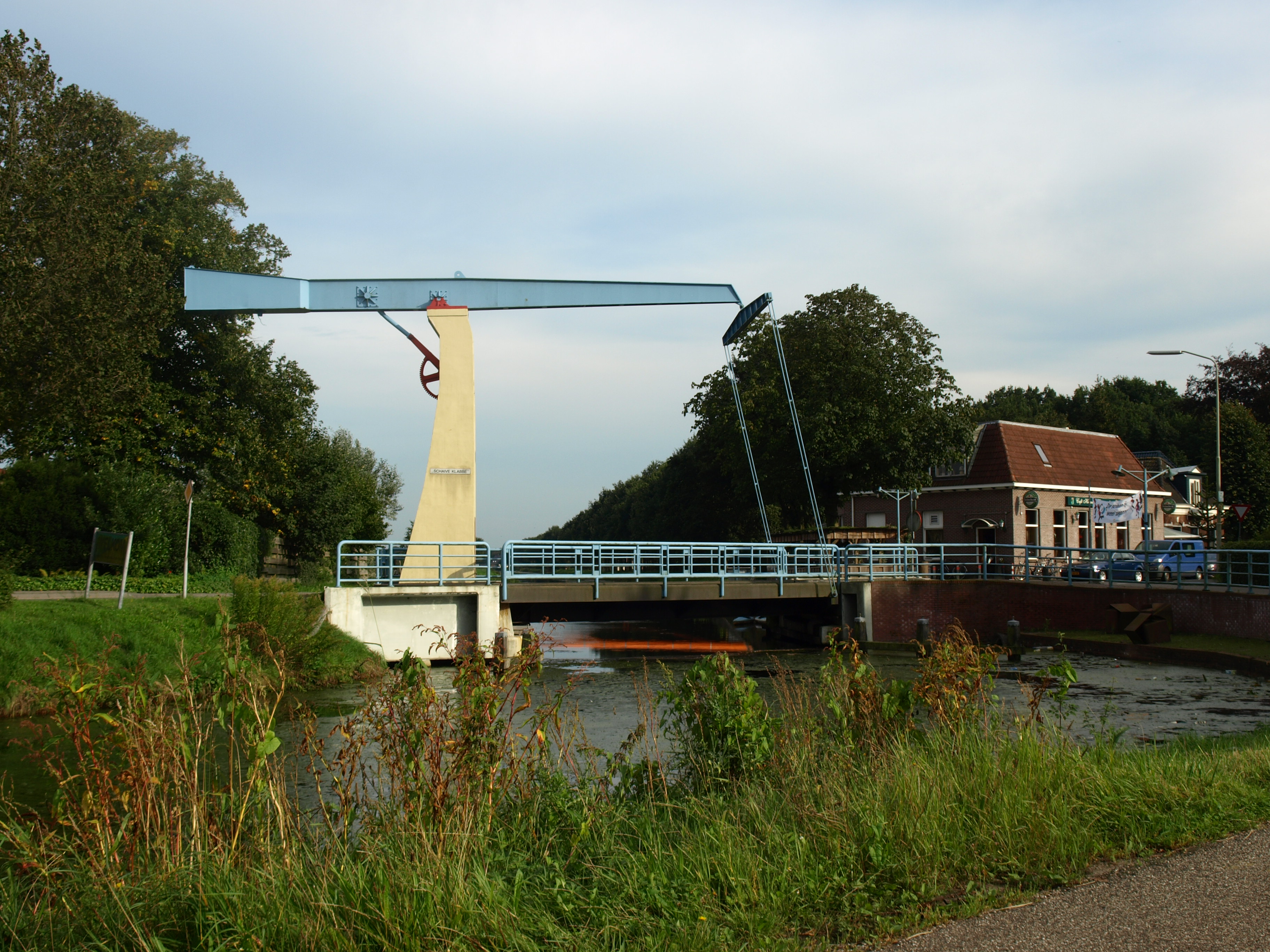
Brug Schaive Klabbe over het Meedenerdiep
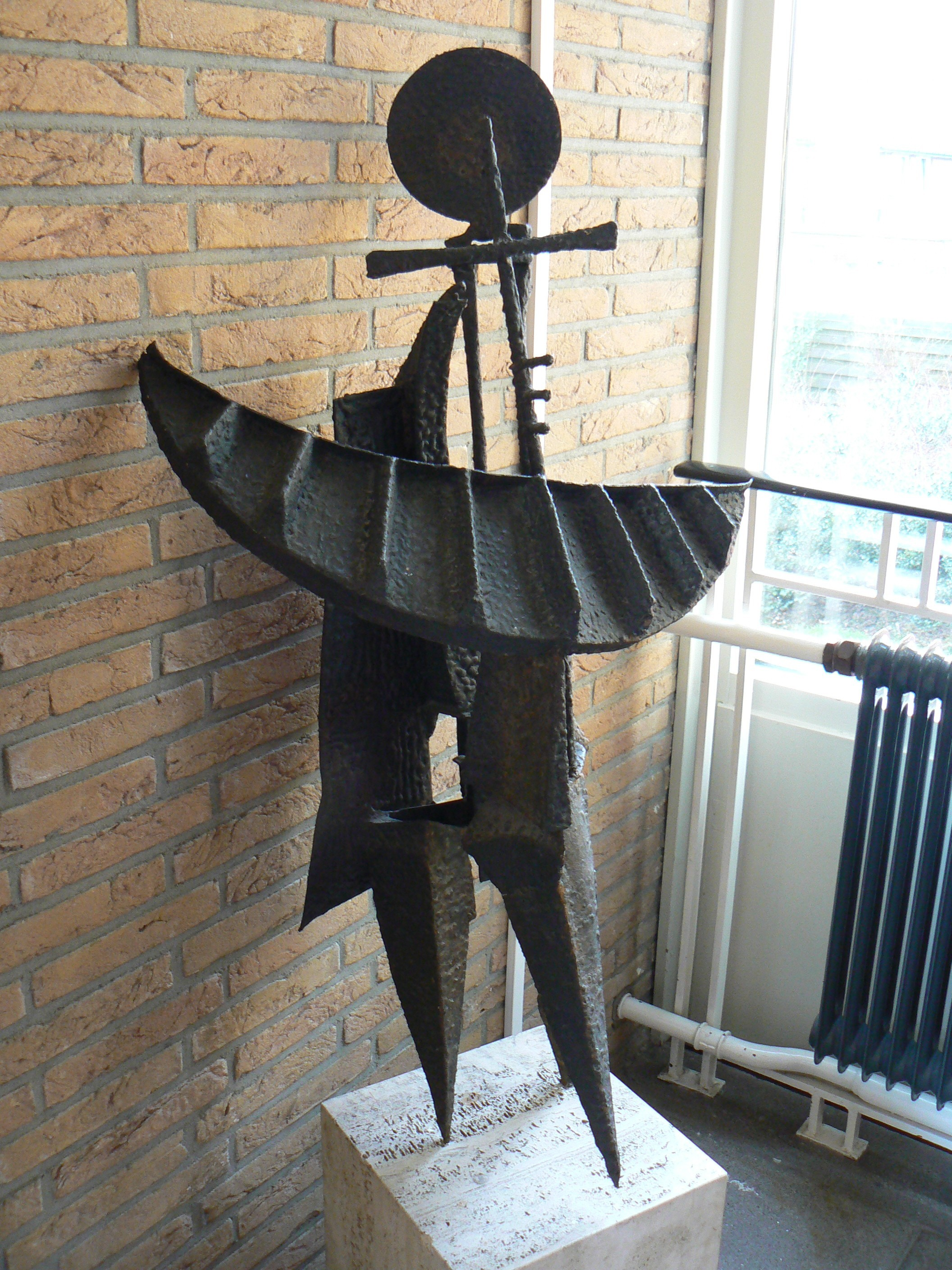
Sculptuur van Edu Waskowsky, Europaschool in Muntendam
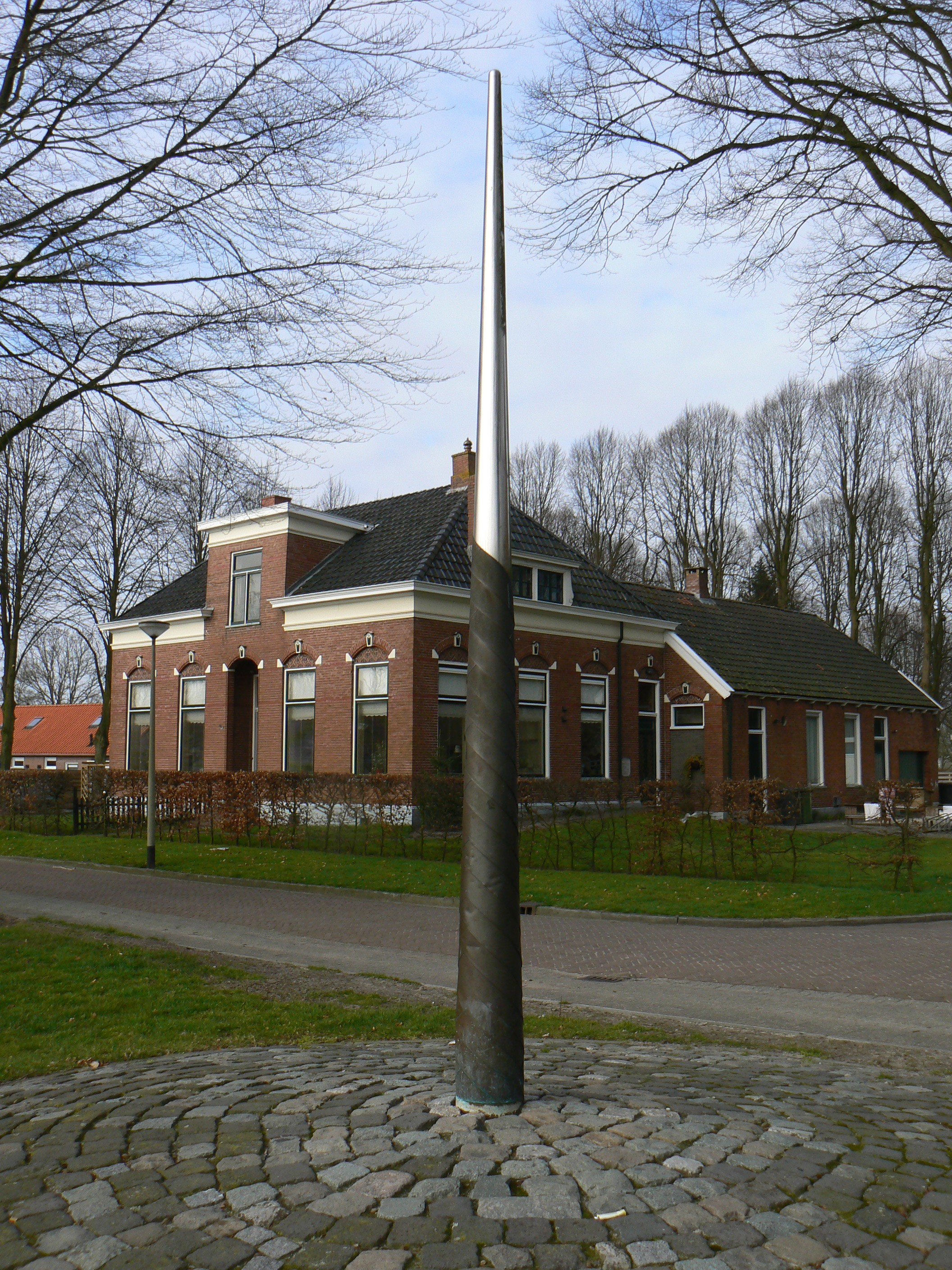
Gedenknaald van Rina van Nuland